# دينيس ميلر (ممثل)
دينيس ميلر (بالإنجليزية: Dennis Miller)‏ هو ممثل أسترالي، ولد في 1937 في أستراليا. بدأ مشواره المهني سنة 1959، ومن الجوائز التي نالها جوائز آكتا ‏.

## جوائز
- جوائز آكتا [الإنجليزية]‏

## وصلات خارجية
- دينيس ميلر على موقع IMDb (الإنجليزية)
- دينيس ميلر على موقع قاعدة بيانات الفيلم (الإنجليزية)